# Goldenhar-Syndrom
Das Goldenhar-Syndrom ist eine seltene angeborene Fehlbildung mit den Hauptmerkmalen eines vergrößerten, zurückliegenden oder fehlenden Auges (oculus), einer Fehlbildung der Ohrmuschel (auricula) mit nicht ausgebildetem Gehörgang, einer einseitigen Wachstumsstörung des Gesichtes, einem zur erkrankten Seite verschobenen Kinn, einseitig höher stehendem Mundwinkel, und Veränderungen an den Wirbelkörpern (corpora vertebrae). Das Syndrom wird jetzt als Teil des Okulo-aurikulo-vertebralen Spektrums angesehen.
Die Bezeichnung bezieht sich auf den Autor der zusammenfassenden Beschreibung im Jahre 1952 durch den belgisch-US-amerikanischen Augenarzt und Allgemeinmediziner Maurice Goldenhar (1924–2001). Sie wird mitunter synonym für die Hemifaziale Mikrosomie verwendet, bei welcher jedoch weder eine Beteiligung innerer Organe noch der Wirbelsäule vorliegt.
Synonyme sind: Goldenhar-Symptomenkomplex, Goldenhar-Gorlin-Syndrom, Okulo-aurikuläres Syndrom, Oculo-auriculo-vertebrale Dysplasie; lateinisch Dysplasia oculo-auricularis(-vertebralis), abgekürzt OAV.

## Vorkommen
Das männliche Geschlecht ist im Verhältnis 3 zu 2 häufiger betroffen.
Die Inzidenz des Goldenhar-Syndroms liegt zwischen 1:3.000 bis 1:5.000.

## Ursachen
Der Erkrankung liegen bei einem Teil der Betroffenen Mutationen am Genort 14q32 zugrunde.
Die meisten Fälle von OAV treten als Spontanmutation auf, autosomal-dominanter Erbgang, aber auch autosomal-rezessive Vererbung wurden beschrieben.
Die genaue Entstehung des Goldenhar-Syndroms ist nicht vollständig geklärt. Es handelt sich wahrscheinlich um eine Unterbrechung der Blutversorgung oder Blutungen in den Geweben, die sich später zu Ohren und Kiefer entwickeln, in der Embryonalzeit (30. bis 45. Tag). Es entstehen hierdurch Entwicklungsstörungen im Bereich des ersten und zweiten Kiemenbogens und der ersten Schlundtasche. Die Schwere der Symptome ist abhängig vom Zeitpunkt und dem Ausmaß der Schädigung. Es gibt bei einigen Fällen auch Hinweise auf eine genetische Ursache, allerdings treten die meisten Fälle sporadisch auf. Das Risiko eines Patienten mit Goldenhar-Syndrom, dieses an seine Nachkommen weiterzuvererben, ist sehr gering. Verschiedene Umweltfaktoren werden als Ursache diskutiert, auch Drogenmissbrauch, Einnahme von Kokain, Thalidomid, Vitamin A, Tamoxifen und mütterlicher Diabetes.

## Klinische Erscheinungen
Klinische Kriterien sind:
- meist streng einseitige Befunde
- Gesichtsasymmetrie, Hypoplasie einer Unterkieferhälfte
- Ohren: Ohrhypoplasie, Ohranhängsel, Mikrotie, Anotie, Schallleitungsschwerhörigkeit
- Auge: epibulbäres Dermoid, Lipodermoide
- Fehlbildungen der oberen Halswirbelsäule: Fehlen von Wirbeln, Spaltbildungen, Hemivertebrae, Fusionen
- Kyphose, Skoliose
- Herzfehler, Ösophagusatresie, Rippendefekte
- Uterushypoplasie, ipsilaterale Nierenagenesie

Weitere Symptome können Hörprobleme, eingeschränkte Mimik, einseitig verkleinerte Zunge, Ankylosen der Halswirbelsäule, Kiefer-/Lippen-/Gaumenspalten oder erhöhte Allergieneigung sein.

## Behandlung
Die Behandlung zielt auf eine Korrektur des Kiefers auf der betroffenen Seite durch einen Mund-, Kiefer- und Gesichtschirurgen, Wiederherstellung des äußeren Ohrs und Aufbau der Wange.

## Differential-Diagnose
Abzugrenzen ist unter anderem das Juberg-Hayward-Syndrom, das Delleman-Syndrom sowie das Nager-Syndrom.